# Matthias Winner
Matthias Winner (* 11. März 1931 in Stettin) ist ein deutscher Kunsthistoriker.
Winner studierte Kunstgeschichte und Klassische Archäologie an den Universitäten in Köln, Bonn, München, Paris und London. 1957 wurde er an der Universität zu Köln bei Hans Kauffmann mit der Dissertation Die Quellen der Pictura-Allegorien in gemalten Bildergalerien des 17. Jahrhunderts zu Antwerpen promoviert. 1957 bis 1958 war er am Schnütgen-Museum in Köln tätig. Von 1958 bis 1960 war er Assistent an der FU Berlin, von 1960 bis 1963 Assistent am Kunsthistorischen Institut in Florenz. 1963 bis 1977 war er am Kupferstichkabinett der Staatlichen Museen zu Berlin tätig, zuletzt als Direktor. 1968 habilitierte er sich an der FU Berlin, wo er auch 1977 zum Honorarprofessor ernannt wurde. Von 1977 bis zum Eintritt in den Ruhestand 1999 war er Direktor an der Bibliotheca Hertziana in Rom. Er ist korrespondierendes Mitglied der Akademie der Wissenschaften zu Göttingen sowie Mitglied der Königlich Dänischen Akademie der Wissenschaften und der Accademia Nazionale dei Lincei.